# Otto Weiß (Musiker)
Otto Weiß (* 4. Dezember 1929 in München) war ein deutscher Jazz- und Unterhaltungsmusiker (Piano, Hammondorgel, auch Vibraphon, Komposition). 

## Wirken
Weiß begann früh in den amerikanischen Soldatenclubs aufzutreten. Er gehörte zur Münchner Jazz- und Studioszene und arbeitete sehr häufig in Produktionen von Delle Haensch. Ab 1950 war er Teil des Munich Jazz-Star-Ensemble, das auch Aufnahmen mit Oscar Klein und Fatty George veröffentlichte. Auch spielte er das Hammondsolo in der Erkennungsmelodie zur Fernsehserie Raumpatrouille.
Weiß nahm in den 1960er und 1970er Jahren als Solist auf der Hammondorgel zahlreiche Alben auf. Mit seiner Band spielte er weitere Aufnahmen als Otto Weiss mit seinem Instrumental-Ensemble, Otto Weiss mit seinen Solisten, Otto Weiss Rhythm & Strings, Studio-Band O. Weiss ein. Auch trat er auf Kreuzfahrtschiffen auf und tourte mit Roberto Blanco. Zudem komponierte er einen Teil der Filmmusik für den Spielfilm Kopfstand, Madam!. Weiterhin war er an Aufnahmen mit Freddie Brocksieper, Den Dezenten Drei, dem Peter Thomas Sound Orchestra, mit Willi Fruth, dem Gipsy Jazz Violin Summit (mit Hannes Beckmann, Nipso Brantner, Schmitto Kling, Zipflo Reinhardt) und mit Buddy Tate/Torsten Zwingenberger beteiligt.